# Lyme Park
Lyme Park est un grand domaine de 700 hectares, situé non loin de Manchester et au sud de Disley, dans le Cheshire, en Angleterre. Acquis par sir Thomas Danyers in 1346, il passa aux Legh de Lyme par mariage en 1388. Le domaine a été cédé au National Trust en 1946 par le 3e baron Newton (en) (1888 - 1960).
Il comprend une vaste country house entourée de jardins classiques (formal gardens), au milieu d'un parc abritant diverses espèces de cervidés, dans le Peak District. La résidence elle-même est la plus grande du Cheshire depuis qu'Eaton Hall fut démoli en 1961 . Les bâtiments actuels datent de la fin du XVIe siècle mais ont été modifiés vers 1720. L'intérieur a été rénové en 1815 et les jardins créés à la fin du XIXe siècle.
C'est un monument classé « Grade I » ((en) listed building ; (fr) édifice d'un intérêt exceptionnel) par l'English Heritage. Sa bibliothèque contient un incunable exceptionnel, le missel de Caxton.

## Historique
Le domaine fut accordé en 1346 à sir Thomas Danyers par Édouard III, pour services rendus au « prince Noir » pendant la bataille de Crécy. À sa mort, en 1398, en hérita sa petite fille, Margaret qui avait épousé sir Piers Legh (en) en 1388. La première trace de l'existence d'une demeure date de 1465 mais ce bâtiment fut démoli au milieu du XVIe siècle pour laisser place au bâtiment actuel.
Lorsqu'il en hérite en 1942, le baron Newton décide de le confier au National Trust pour en assurer l'avenir.

## Le bâtiment

### L'extérieur

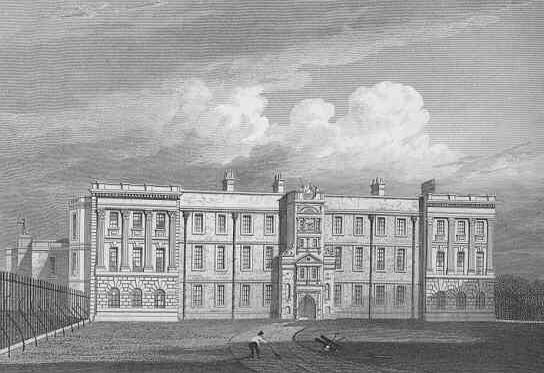
La façade nord (gravure de 1819)

Lyme Hall a connu sa première grande transformation vers 1570, sous sir Piers Legh (1514 † 1589) : deux corps de logis en L (au nord et à l'est) en grès au toit d'ardoises dans le style Tudor, auxquels se sont ajoutés à la fin du XVIIe siècle une extension au corps de logis est, et le bâtiment des cuisines au sud. La longue galerie de style élisabéthain du bâtiment côté est date de cette époque.
Donnant sur une vaste cour d'honneur, le haut porche d'entrée, situé sur la face nord, date de 1570, mais le fronton sculpté qui surmonte l'entrée et les colonnes cannelées qui l'encadrent sont des ajouts des années 1710, comme les hauts pilastres corinthiens qui décorent les légères avancées de ses deux extrémités ; la statue en plomb de Minerve au faîte du porche a été ajoutée en 1731.

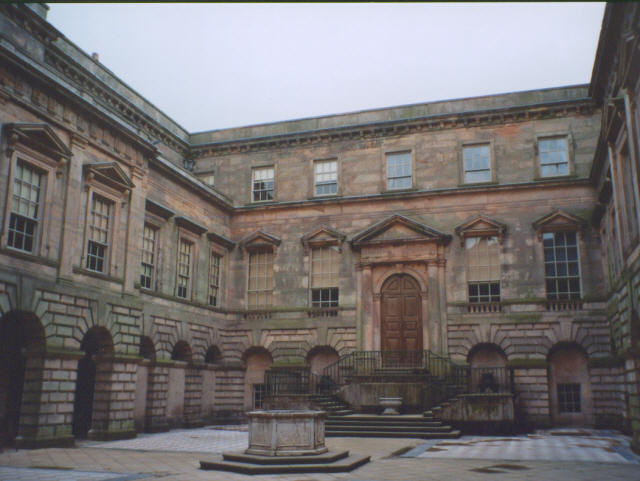
La cour intérieure et l'entrée principale de Lyme Hall

Dans les années 1720, l'architecte vénitien Giacomo Leoni procède à une grande rénovation pour Peter Legh (1587 † 1624), dans un style qui marie le palladien et le baroque. On lui doit (outre peut-être l'achèvement du bâtiment est commencé sans doute par John Platt en 1710) la construction du corps de logis-sud qui crée une grande cour intérieure. Sa galerie à arcades de style italien masque judicieusement les irrégularités des constructions successives. Sur le côté est, la porte d'entrée principale, précédée d'un escalier à double révolution à sobre balustrade en fer forgé datant de 1734, est encadré par un édicule à fronton soutenu par des colonnes d'ordre toscan. Au centre de la cour, un puits de style renaissance italienne est entouré de carreaux en pierre roses et blanches imitant le marbre.
La majestueuse façade sud, de style palladien, se reflète dans le lac dont la sépare une pelouse descendant en pente douce. Son premier niveau en bossage rustique lui confère un style baroque.
Au centre, l'imposant portique forme une avancée délimitant un balcon, sur une base à trois ouvertures voûtées dans le même bossage rustique. Les quatre colonnes ioniques finement cannelées et les deux colonnes d'angle carrées soutiennent une architrave et un fronton triangulaire surmonté de trois statues en plomb (attribuées à A. Carpentier de Londres) représentant Vénus, Neptune et Pan.

### L'intérieur
La salle d'entrée, rénové par Giacomo Leoni, est achevé vers 1740.
Le salon a un plafond rococo et des sculptures sur bois attribuées à Grinling Gibbons ; le plafond baroque du grand escalier est l'œuvre de Francesco Consiglio and George Palfreyman.
À la fin du XVIIIe siècle Peter Legh (1706 † 1792) renouvela tout l'ameublement mais, à la suite d'une tragédie familiale, laissa rapidement le domaine plus ou moins à l'abandon. Son successeur, le riche explorateur Thomas Legh (1793 † 1857) demanda en 1815 à l'architecte Lewis Wyatt (en) de rénover et embellir la demeure. On lui doit la construction de la structure à l'aspect de tour (l'hamper) destinée aux logements des domestiques, la salle à manger, « un rare exemple d'un usage précoce du style Wrenaissance » estime sir Nikolaus Pevsner, et la bibliothèque (1816-1820).

## Les jardins et le parc

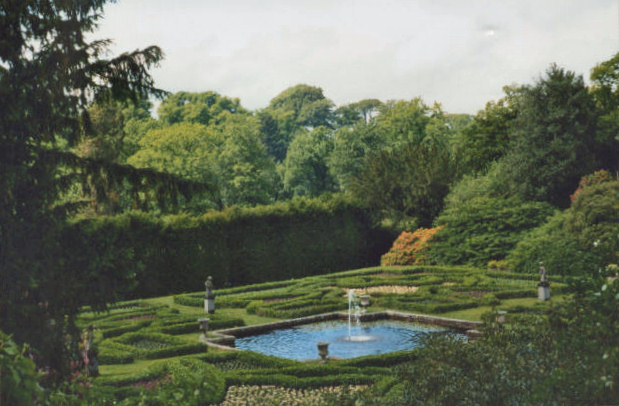
Le « jardin hollandais » (Dutch Garden).

Le château est entourée par six hectares de jardins classiques avec bassins et statues à l'intérieur d'une réserve (deer park (en)) de quelque 550 hectares clôturée au XIVe siècle par Piers Legh (1320 † 1399), et plantée d'allées d'érables sycomores et de tilleuls au XVIIe siècle par Richard Legh (1634 † 1687). Mais ce sont les nombreuses plantations de son fils Peter Legh (1669 † 1744) qui ont donné au parc l'aspect qu'il a encore. Les cerfs et les troupeaux de highlands qui le peuplent descendent des animaux présents au XIVe siècle. Mais on y trouve aussi des daims et des moutons.
Des constructions diverses parsèment le parc : une tour construite sur une colline vers 1580 et reconstruite en 1737, the Cage, a servi d'affut de chasseurs puis d'habitation pour le gardien du parc et de prison ; il y a aussi the Stag House (maison des cerfs) et la lanterne des années 1580, reconstruite par Wyatt durant la restauration de la maison.
L'orangerie, au nord-est, datée de 1862, est l'œuvre d'Alfred Darbyshire, comme les nouvelles écuries installées au nord-est de l'orangerie en 1863. Elles font partie des bâtiments construits à la demande de William Legh, créé en tant que baron Newton en 1892. C'est aussi pour lui qu'a été créé, sur le côté ouest, en contrebas, le jardin hollandais (Dutch garden). D'autres jardins sont situés autour de l'orangerie : le jardin italien, le jardin de roses. À l'ouest se trouve l'ancien étang du moulin. Côté sud, la pelouse descend en pente douce vers le lac au-delà duquel un petit ravin, franchi par un pont de pierre, est appelé Killtime.
Divers sites du parc (l'étang, les rives du lac, les allées, le jardin hollandais) et les extérieurs de l'habitation (l'entrée et la cour d'honneur, la façade sud, la cour intérieure) ont servi de décors pour figurer le domaine de Pemberley dans la version 1995 de Orgueil et Préjugés.

## Le Missel de Caxton

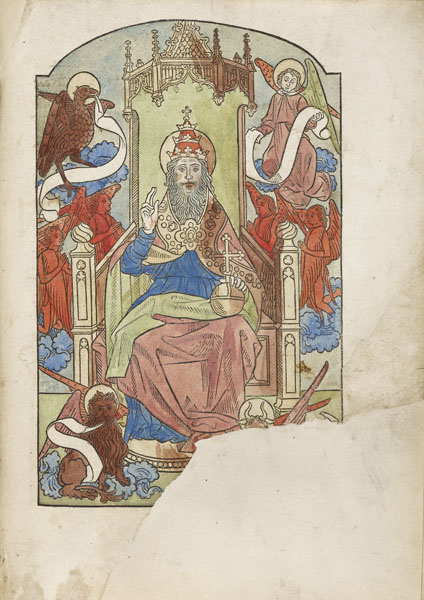
Une des deux gravures sur bois coloriées du Missel de Lyme : Dieu le Père en majesté.

En 2008 la bibliothèque (riche de plus de 800 volumes anciens) a été restaurée. Le décor XIXe a été reconstitué à l'identique pour servir d'écrin au Missel de Caxton (en) que le National Trust venait d'acquérir.
Cet incunable est le seul exemplaire connu à peu près complet (il contient 243 des 266 pages originales) de la plus ancienne édition imprimée d'un missel selon le rite de Sarum, le livre liturgique le plus utilisé dans les églises anglaises avant le schisme anglican. Il fut imprimé à Paris en 1487 par Guillaume Maynal à la demande du premier éditeur anglais William Caxton (il porte son cachet d'imprimeur). Il s'agit d'un missel d'autel relié cuir, de 34 cm sur 24, imprimé sur papier en deux couleurs, noir et rouge, avec des lettrines ornées et quelques initiales en bleu. Les pages de titre sont richement ornées de gravures sur bois en pleine page. Il contient en hors-texte deux gravures sur bois coloriées à la main, représentant, l'une, Dieu le Père assis sur une cathèdre, entouré du tétramorphe des quatre évangélistes et l'autre, un Christ en croix entouré de Jean et de la Vierge Marie, déjà utilisées dans le Missale Parisiense imprimé pas Jean du Pré et Didier Huym, le 22 septembre 1481.
Probablement acquis par sir Piers Legh (1455 † 1527) auprès de Caxton, ce missel est dans la famille depuis 1507 ou 1508. Il porte diverses mentions manuscrites (mariages, nécrologies familiales) ; sous Henri VIII le nom de Thomas Becket et les prières pour le pape ont été rayées. Caché quand, en 1549, Édouard VI formalise la Réforme (abolition de la messe catholique et imposition de l'anglais lors des offices), il est redécouvert en 1874 par William Benchley Rye, chercheur du British Museum, au cours de sa visite de Lyme Park. Restauré, munis d'une nouvelle reliure (qui inclut peut-être des éléments du plat de devant de l'original), il est exposé dans une vitrine à l'admiration des chercheurs et des invités de la famille.
Lorsque les barons Newton (en) quittent Lyme en 1946, ce missel, qui reste propriété de la famille, est déposé à la bibliothèque John Rylands, à Manchester.
Le National Trust en fait l'acquisition en 2008 pour 465 000 livres dans un marché de gré à gré, grâce à des subventions d'organismes et d'associations (Heritage Lottery Fund, Foyle Foundation, Pilgrim Trust, Friends of the National Libraries, The Art Fund, Robert Gavron Charitable Trust, Royal Oak Foundation) et aux dons de nombreux mécènes privés. Il est à nouveau exposé dans la bibliothèque et consultable sur un écran tactile.